# Robert Wilhelm Bunsen
Pour les articles homonymes, voir Bunsen.
Robert Wilhelm Bunsen (30 mars 1811 à Göttingen en royaume de Westphalie - 16 août 1899 à Heidelberg en grand-duché de Bade) est un chimiste allemand.
Il est connu pour ses travaux en spectroscopie et, bien qu'il n'ait pas directement contribué à son invention, pour avoir donné son nom au bec Bunsen.

## Biographie

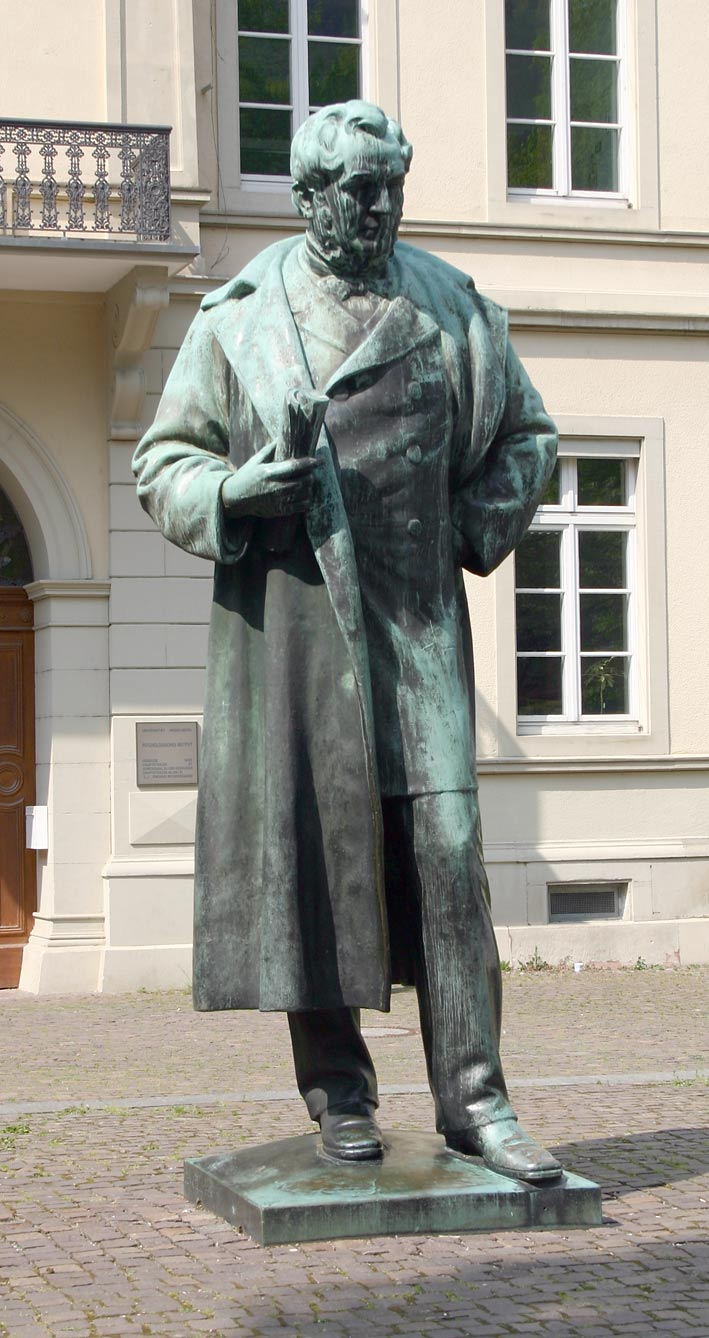
Statue à Heidelberg

Il est le plus jeune des quatre fils de Christian Bunsen (de) (1770-1837), responsable de la bibliothèque de l'université de Göttingen et professeur de philologie moderne, fils de Philipp Christian Bunsen (de). C'est à Göttingen qu'il fait ses études et obtient son doctorat de chimie.
À partir de 1830, il voyage beaucoup entre Paris, Vienne et de nombreuses universités allemandes. Il établit des contacts avec les plus grands chimistes de son temps, tels que Friedlieb Ferdinand Runge, Justus von Liebig à Giessen et Alexander Mitscherlich à Bonn.
En 1834, il obtient un poste de professeur à Göttingen, où il étudie les sels métalliques arsénieux, ce qui lui donne l'occasion de sa première découverte : l'oxyde de fer hydraté, qui est un antidote encore utilisé contre l'empoisonnement à l'arsenic.
En 1836, il succède à Friedrich Wöhler comme professeur de chimie à l’École polytechnique de Cassel, mais quitte son poste deux ans plus tard pour la Philipps-Universität de Marbourg (entre Francfort et Cassel). Il étudie en profondeur les dérivés du cacodyle (CH3)2As—As(CH3)2 comme l'oxyde, des composés organo-métalliques à la fois très inflammables, d'une odeur épouvantable et mortels. L'une de ses expériences se termine par une forte explosion et il y perd un œil. Il manque même de s'empoisonner à l'arsenic[réf. nécessaire].
Bunsen s’intéresse aux hauts-fourneaux, dont il cherche à optimiser le rendement par recyclage des gaz et valorisation de sous-produits.
En 1841, il perfectionne la pile de Grove en remplaçant l’électrode en platine par une électrode en carbone. Cette pile qui porte son nom sera à nouveau perfectionnée par Georges Leclanché.
En 1846, il participe, avec le minéralogiste français Alfred Des Cloizeaux, à l'expédition scientifique dirigée par le géologue allemand Wolfgang Sartorius von Waltershausen afin d'étudier sur le terrain, en Islande, l'exceptionnelle éruption de l'Hekla, laquelle dure de septembre 1845 à avril 1846. Ayant reçu l'aval et l'appui des autorités danoises qui gouvernent l'Islande à cette époque, l'expédition arrive toutefois trop tard pour assister à l'éruption du volcan. Le temps passé sur place, de mai à août 1846, est néanmoins mis à profit pour effectuer de nombreuses mesures atmosphériques à Reykjavik et dans le Nord de l'île, à proximité du cercle polaire arctique. Bunsen et Des Cloizeaux procèdent également à des relevés de la température de l'eau dans la cheminée du célèbre Geysir. Ces données vont permettre à Bunsen d'élaborer la première théorie visant à expliquer le mécanisme d'activité des geysers ; une théorie qui est toujours substantiellement valide de nos jours. Bunsen fabrique un modèle de geyser dans son laboratoire afin de convaincre ses contemporains, persuadés pour beaucoup que leur eau venait du centre de la Terre.
En 1852, après un bref séjour à Breslau, il succède à Leopold Gmelin à la chaire de chimie de l'université de Heidelberg, qu'il occupe toute sa vie. Il se concentre sur l'amélioration des piles, ce qui lui permet de préparer par électrolyse plusieurs métaux : aluminium, baryum, calcium, chrome, lithium, magnésium, manganèse, sodium.
Il invente et met au point un calorimètre à glace avec lequel il peut déterminer la chaleur spécifique de ces métaux et donc leur masse atomique.
À partir de 1860, il travaille sur la spectroscopie avec Gustav Kirchhoff, qui introduisit l'utilisation du prisme pour étaler le spectre, et participe à la mise au point de ce que nous nommons aujourd'hui le bec Bunsen. Ils identifient ainsi le césium et le rubidium. Leur démarche de spectroscopie ouvre la voie à la découverte de cinq autres éléments : le thallium, l’indium, le gallium, le scandium et le germanium. Enfin, l’hélium est découvert dans le spectre du Soleil par Jules Janssen et Joseph Norman Lockyer en 1868.
Il prend sa retraite en 1889 et meurt dix ans plus tard à Heidelberg.

## Élèves
Il eut de nombreux élèves auxquels il donna une grande liberté de recherche, parmi lesquels Georg Ludwig Carius, Adolph Wilhelm Hermann Kolbe, Adolf Lieben, Henry Enfield Roscoe, Carl Ludwig, Viktor Meyer, qui lui succéda à la chaire de chimie de Heidelberg, et Adolf von Baeyer, qui obtient le prix Nobel de chimie en 1905.

## Ouvrage
- Méthodes gazométriques (Gasometrische Methoden), 1857 Texte en ligne

## Distinctions
- Membre de la Chemical Society de Londres en 1842
- Correspondant de l’Académie des sciences en 1853, associé étranger en 1882
- Membre étranger de la Royal Society of London le 25 novembre 1858

Il reçut notamment la médaille Copley, la médaille Davy en 1877, et la médaille Albert.